# HMS Prince George (1895)

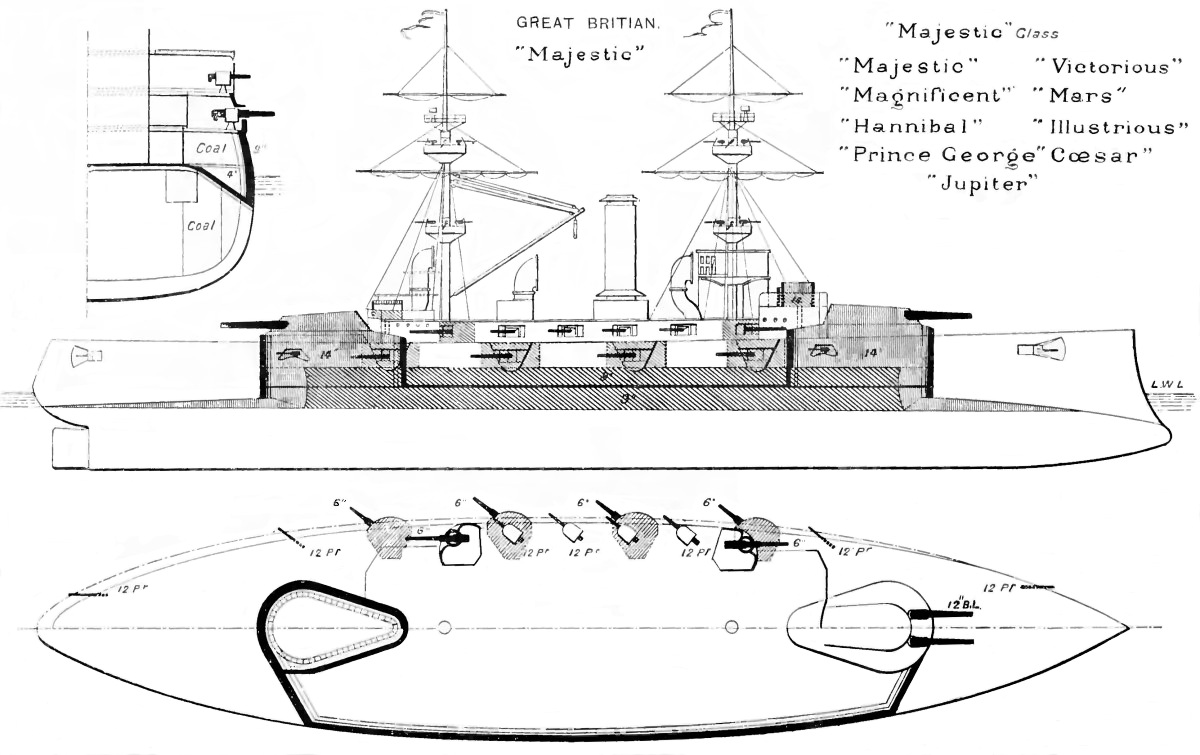
Tekening schip met bewapening

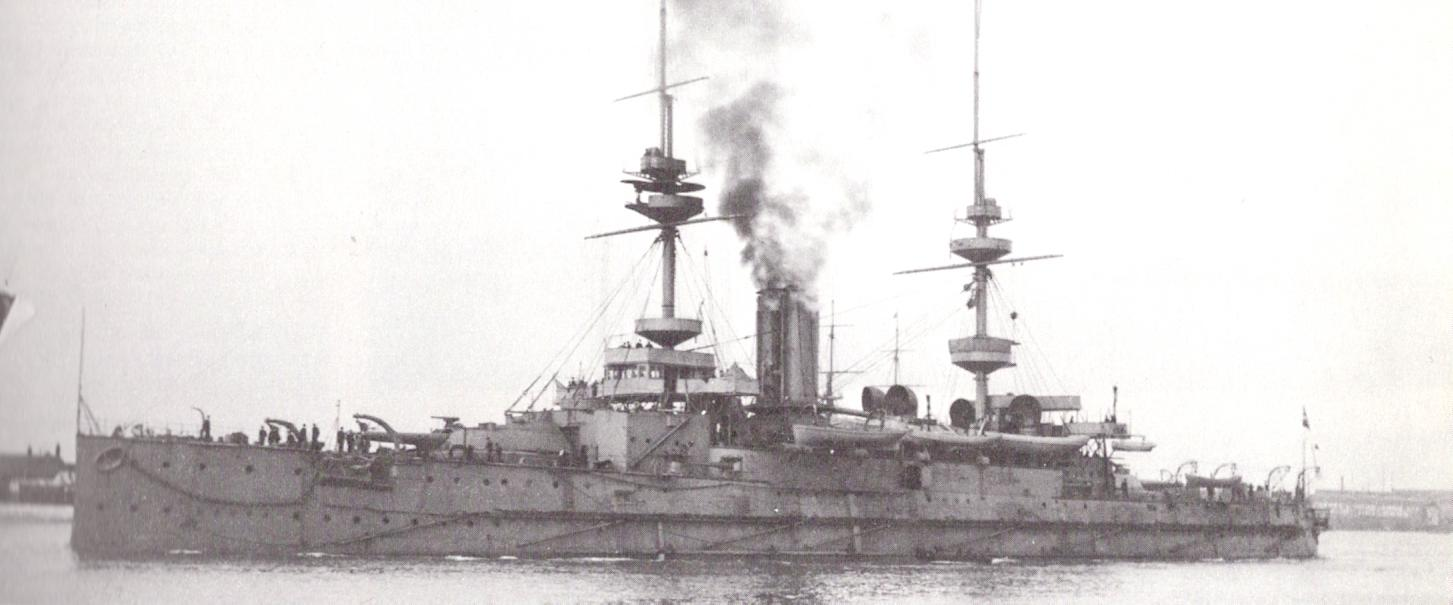
De HMS Prince George ca. 1904

HMS Prince George was een slagschip van de Royal Navy. Zij werd in 1895 op de marinewerf in Portsmouth gebouwd en behoorde tot de Majestic klasse. Het wrak van de HMS Prince George ligt bij Camperduin ter hoogte van pier 24.

## Beschrijving
De Prince George werd op 22 augustus 1895 te water gelaten bij de Portsmouth Dockyard, de op een na oudste en de belangrijkste Britse marinewerf — gesticht in 1540 - en op 26 november 1896 opgeleverd. De eerste kapitein was A. A. Chase Parr.
Andere schepen van deze klasse waren de HMS Caesar, de HMS Hannibal, de HMS Illustrious, de HMS Jupiter, de HMS Magnificent, de HMS Majestic, de HMS Mars en de HMS Victorious, die tussen 1893 en 1897 gebouwd werden.
De HMS Prince George had tijdens de tewaterlating nog geen bewapening aan boord en lag dus hoog te water. Bij de boeg had zij drie ankers, twee aan stuurboord en eentje aan bakboord. De later aangebrachte pantseruitrusting maakte 30% van het totaalgewicht uit.
De hoofdbewapening bestond uit vier kanonnen met een kaliber van 30,5 cm. Deze kanonnen stonden in twee torens opgesteld, een toren op het voordek en een op het achterdak. De kleinere kanonnen stonden opgesteld in kazematten langs beide zijkanten van het schip. In 1905 werd de Dreadnought-klasse geïntroduceerd. Deze had veel meer zware kanonnen waarmee HMS Prince George op slag verouderd was.

## Eerste Wereldoorlog
Het grootste deel van de oorlog was de HMS Prince George in de oostkant van de Middellandse Zee. Het Ottomaanse Rijk probeerde neutraal te blijven maar kwam al gauw onder Duitse invloed. Duitsland had al voor de oorlog in het Ottomaanse Rijk een spoorwegnet aangelegd. Ook kreeg het Ottomaanse Rijk twee Duitse schepen, een dreadnought van 23.000 ton en een lichte kruiser van 4.550 ton, op voorwaarde dat hun commandant Wilhelm Souchon opperbevelhebber van hun marine werd.
In die regio was de verdediging van de vaarwateren naar de Bosporus en de Dardanellen zeer belangrijk, voor Rusland was dat de toegang tot de Zwarte Zee. Toen deze in Duitse handen geraakte, moest Constantinopel heroverd worden. In januari 1915 vertrok een geallieerde vloot bestaande uit vier Britse slagschepen (HMS Queen Elizabeth, HMS Agamemnon, HMS Lord Nelson en HMS Inflexible), ondersteund door de HMS Triumph en de HMS Prince George. Daarachter volgde een tweede linie met zes Franse schepen en daarachter kwamen weer vier Britse schepen.
De grote aanval vond plaats op 18 maart 1915. Er werd veel op de Ottomanen geschoten maar weinig schade aangericht. Het werd een rommelige oorlog door veel misverstanden en slechte verbindingen. Een poging het schiereiland Gallipoli te bezetten, mislukte. De HMS Prince George liep op 2 mei lichte averij op, die op Malta hersteld werd. Op 15 december trokken de geallieerden zich uit Gallipoli terug. Zo'n 115.000 manschappen, paarden, tenten en voertuigen werden in drie weken geëvacueerd. Velen vochten daarna in Frankrijk.

## Stranding

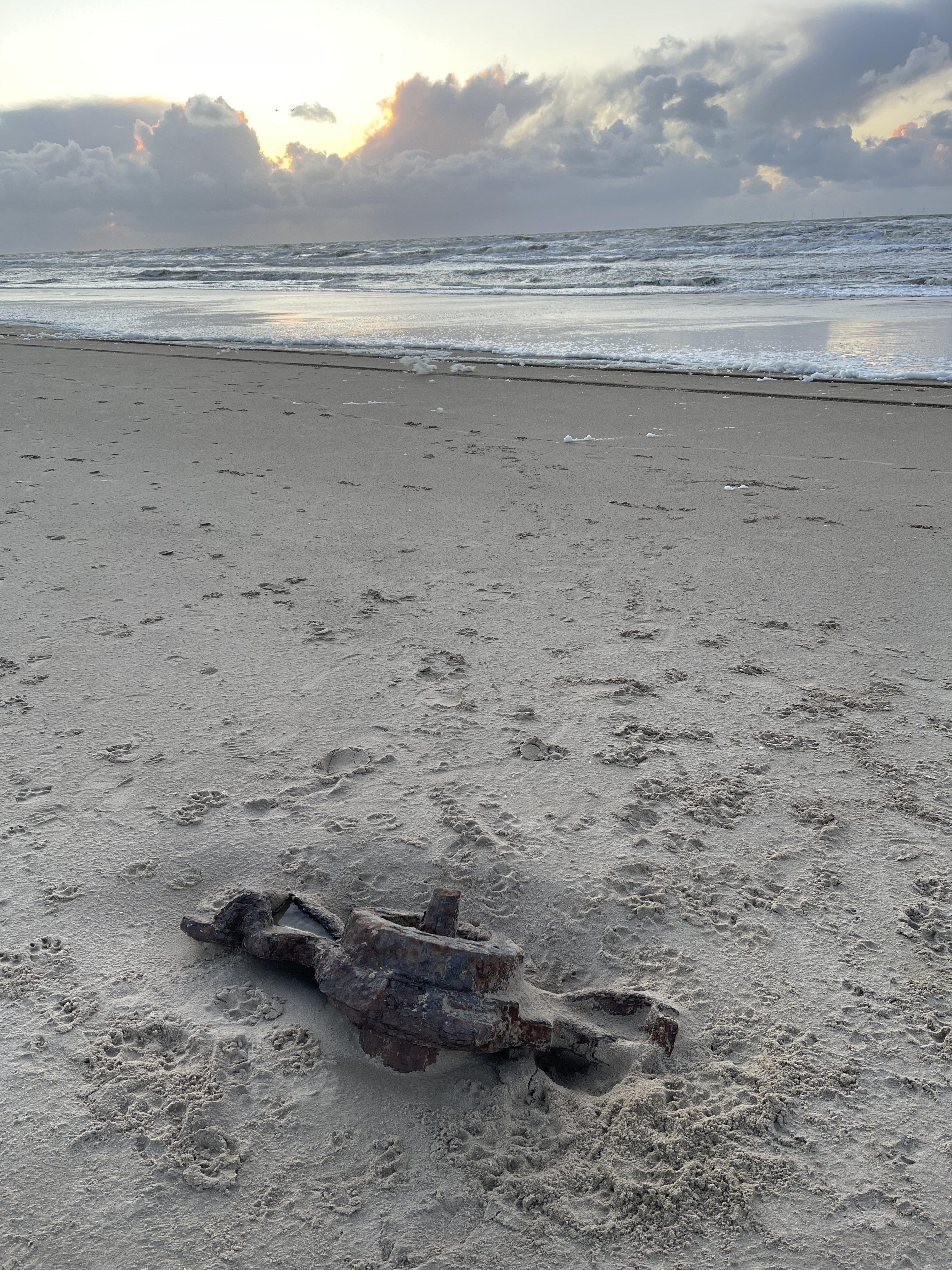
Na zandafslag was het bovenste stukje van de Prince George opeens na vele jaren toch weer zichtbaar

Eind 1916 werd het schip ontdaan van de zware pantserplaten en de bewapening, van Chatham naar Sheerness overgebracht, daar opgelegd en ter sloop aangeboden. Een Duits bedrijf deed het beste bod, waarna de HMS Prince George in december 1921 naar Brake, een havenplaats aan de Wezer bij Bremen, gesleept werd door twee Britse sleepboten, de Joffre en de Ployer. Ter hoogste van het vuurschip Haaks ging de HMS Prince George voor anker. Om nooit verklaarde reden voeren beide sleepboten terug naar Engeland om te bunkeren. Die nacht stak er een storm op, het anker hield niet en het schip dreef naar de kust. Een sleepboot van Wijsmuller uit IJmuiden, de Jacob van Heemskerk, bood hulp aan, maar dit werd geweigerd. Enkele runners en kapitein Arthur Hayter gingen met een sloep naar wal, waar de kapitein als eerste uitstapte en naar een boerderij aan de voet van de Hondsbossche Zeewering werd gebracht. Daar belde hij naar Engeland om te melden dat de sleepboten hem hadden verlaten en dat hij nu aan wal was om eten te kopen. Toen hij weer bij zijn sloep aankwam, was de storm te hevig om naar zijn schip terug te keren.
Ondertussen was alarm geslagen bij de Noord- en Zuid-Hollandsche Redding-Maatschappij en waren vier sleepboten van Wijsmuller opgeroepen. De Prince George strandde op de tweede zandbank (vanuit de kust). Terwijl de sleepboten het schip wilden lostrekken, weigerde de kapitein opdracht te geven het anker te kappen. Toen het weer nog meer verslechterde, moesten de sleepboten naar IJmuiden terugkeren. Op 28 december kwam het schip vanzelf op drift en sloeg laat in de avond op hoofd 24. Zij maakte 40 graden slagzij, de boeg was naar het zuiden gekeerd. Die ochtend om half tien was de gehele bemanning van boord gehaald.
Het wrak ligt er nog steeds en is eigendom van Hoogheemraadschap Hollands Noorderkwartier. Het fungeerde als golfbreker tot het op 28 juli 2014 onder het zand verdween bij werkzaamheden om de kust te versterken. Na jaren bedolven te zijn onder het opgespoten zand, werd na een storm en zandafslag in december 2024 het bovenste stukje van het schip weer zichtbaar.